# جبل حقبة (حالمين)

تعديل مصدري - تعديل

جبل حقبة هي إحدى قرى عزلة حبيل الريدة بمديرية حالمين التابعة لمحافظة لحج، بلغ تعداد سكانها 69 نسمة حسب تعداد اليمن لعام 2004.